# Carl Kundmann
Carl Kundmann (15. června 1838 Vídeň – 9. června 1919 Vídeň) byl rakouský sochař, tvořící v duchu monumentálního historismu.
Původně navštěvoval obchodní akademii, od roku 1853 se rozhodl věnovat umění. Studoval na vídeňské akademii u Franze Bauera a na drážďanské akademii u Ernsta Hähnela, pak pobýval v Římě. V letech 1872 až 1909 byl profesorem sochařství na vídeňské akademii a v letech 1895–1897 zastával funkci jejího rektora. K jeho studentům pařili Christian Behrens a Alfonso Canciani. 
Pro Vídeňský mužský spolkový sbor vytvořil spolu s Theophilem Hansenem pomník Franze Schuberta ve vídeňském městském parku. Podílel se na výzdobě nově ražené Ringstraße a navrhl fontánu bohyně Athény před sídlem rakouského parlamentu. Významným dílem je také zobcový sloup na počest admirála Tegethoffa, umístěný na náměstí Praterstern. Kundmann je autorem sochařské výzdoby vídeňské radnice, Vojenského historického muzea a hlavní budovy Vídeňské univerzity. Na atice Burgtheateru instaloval sochu Apollóna. Ve Volksgartenu se nachází pomník Franze Grillparzera z laaského mramoru, na němž spolupracoval s Rudolfem Weyrem. Pro Mariánské Lázně vytvořil Kundmann sochu Karla Kašpara Reitenbergera.
Zemřel v osmdesáti letech a je pochován na Vídeňském ústředním hřbitově. V obvodu Landstraße je po něm pojmenována ulice Kundmanngasse.

## Galerie

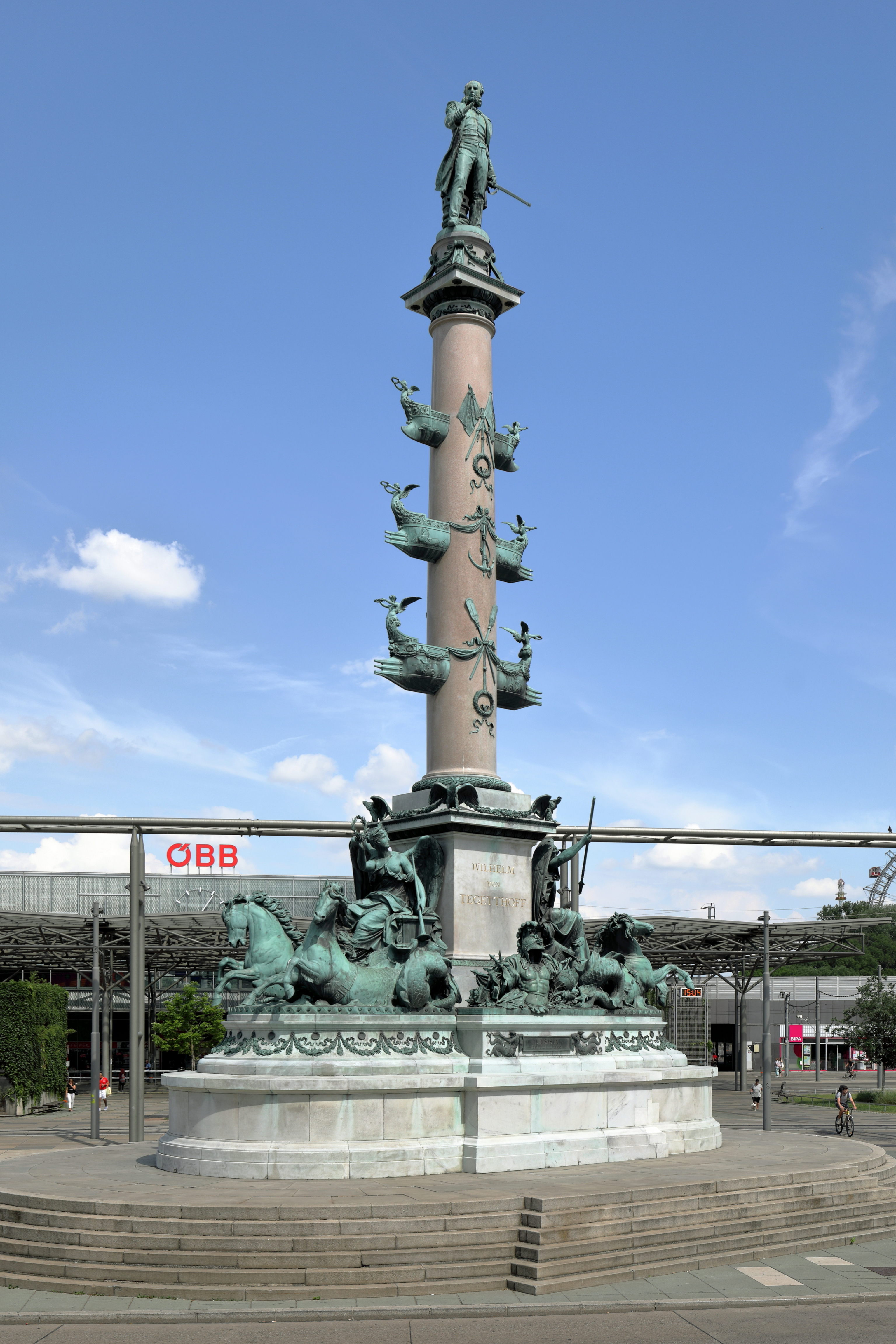
Tegethoffův pomník
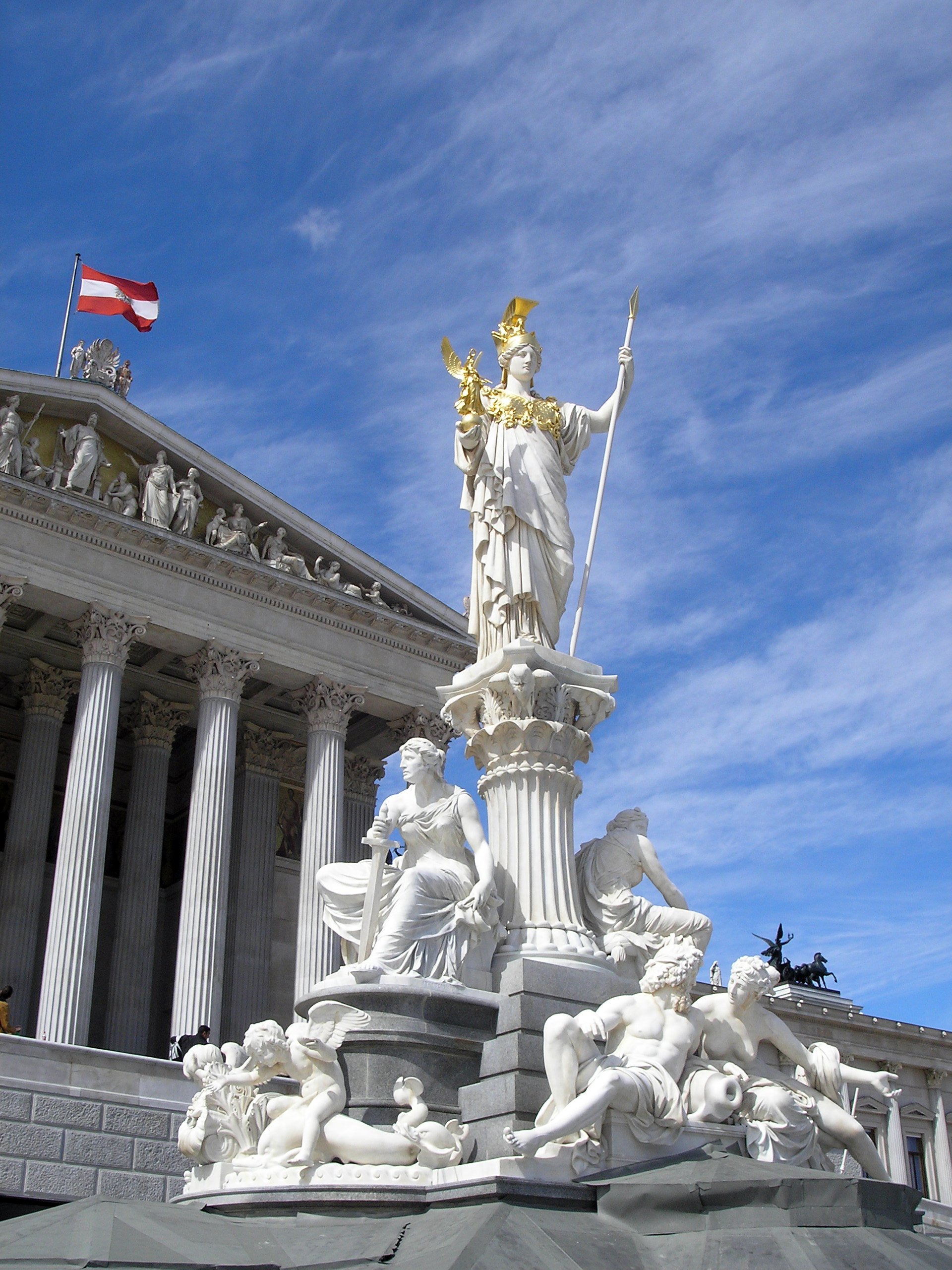
Athéna před parlamentem
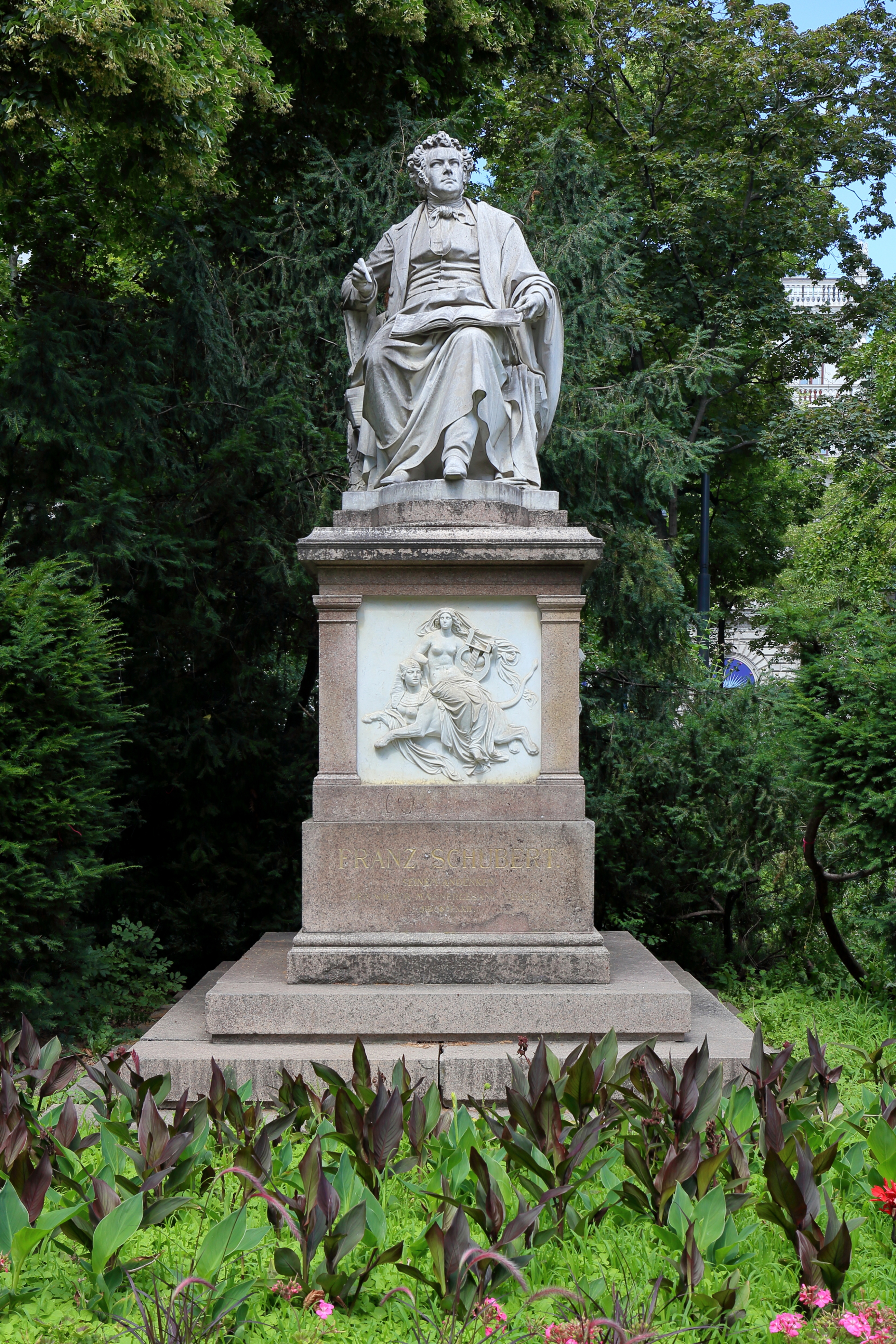
Schubertův pomník